# Formiguer de pit cendrós
El formiguer de pit cendrós (Myrmoborus lugubris) és una espècie d'ocell de la família dels tamnofílids (Thamnophilidae).
Habita el sotabosc dels boscos de les illes fluvials de les terres baixes fins als 500 m, de l'extrem sud-est de Colòmbia, nord-est del Perú i Brasil amazònic.